# Шештакаускене-Виткаускайте, Станислава Миколовна
Станислава Миколовна Шештакаускене-Виткаускайте (род. 1937, Литва) — агроном колхоза «Гинтарас» Ионавского района Литовской ССР. Герой Социалистического Труда (1960). Депутат Верховного Совета СССР 8-го созыва.

## Биография
Родилась в 1937 году в Суяйняе. 
Окончила сельскохозяйственный техникум. С 1957 года — агроном колхоза «Гинтарас» Ионавского района. В своей работе применяла передовые агрономические методы, в результате чего колхоз сдал государству высокий урожай зерновых и другой сельскохозяйственной продукции.
7 марта 1960 года Указом Президиума Верховного Совета СССР удостоена звания Героя Социалистического Труда «в ознаменование 50-летия Международного женского дня, за выдающиеся достижения в труде и особо плодотворную общественную деятельность» с вручением ордена Ленина и золотой медали Серп и Молот.
В 1964 году окончила заочное отделение Литовской сельскохозяйственной академии, после чего трудилась агрономом в колхозе «Гегужес Пирмойи» Алитусского района.
На XIV съезде ВЛКСМ (16 — 20.04.1962) избиралась членом ЦК ВЛКСМ. Депутат Верховного Совета СССР 8-го созыва (1970—1974).
Жила в Литве.